# 4-tert-Butylbrenzcatechin
4-tert-Butylbrenzcatechin ist eine chemische Verbindung aus der Gruppe der Brenzcatechinderivate.

## Gewinnung und Darstellung
4-tert-Butylbrenzcatechin kann durch Reaktion von Brenzcatechin mit MTBE gewonnen werden.

## Eigenschaften
4-tert-Butylbrenzcatechin ist ein brennbarer, wenig flüchtiger, beiger Feststoff mit phenolartigem Geruch, der schwer löslich in Wasser ist.

## Verwendung
4-tert-Butylbrenzcatechin findet Verwendung als Stabilisator, um die Polymerisation von Butadien, Styrol, Vinylacetat und anderen reaktiven Monomeren bei Lagerung und Transport zu unterbinden. Es wird auch als Stabilisator bei der Herstellung von Polyurethanschaum verwendet.

## Sicherheitshinweise
4-tert-Butylbrenzcatechin wurde 2016 von der EU gemäß der Verordnung (EG) Nr. 1907/2006 (REACH) im Rahmen der Stoffbewertung in den fortlaufenden Aktionsplan der Gemeinschaft (CoRAP) aufgenommen. Hierbei werden die Auswirkungen des Stoffs auf die menschliche Gesundheit bzw. die Umwelt neu bewertet und ggf. Folgemaßnahmen eingeleitet. Ursächlich für die Aufnahme von 4-tert-Butylbrenzcatechin waren die Besorgnisse bezüglich Umweltexposition und Exposition von Arbeitnehmern sowie der Gefahren ausgehend von einer möglichen Zuordnung zur Gruppe der PBT/vPvB-Stoffe, der vermuteten Gefahren durch sensibilisierende Eigenschaften, der möglichen Gefahr durch mutagene Eigenschaften sowie als potentieller endokriner Disruptor. Die Neubewertung fand ab 2018 statt und wurde von Polen durchgeführt. Anschließend wurde ein Abschlussbericht veröffentlicht.